# داندورف
داندورف (به آلمانی: Danndorf) یک شهر در آلمان است که در هلمشتدت واقع شده‌است. داندورف ۲٬۱۶۷ نفر جمعیت دارد.